# Artur Matuszek
Artur Matuszek (* 23. května 1963, Krzyżanowice, Polsko) je římskokatolický kněz polské národnosti působící v České republice, v letech 2000–2015 rektor Arcibiskupského semináře v Praze, v letech 2015–2016 výpomocný duchovní při pražské svatovítské katedrále a od roku 2016 farář farnosti Vršovice.

## Život
Vystudoval gymnázium v Ratiboři a po maturitě v roce 1982 byl přijat do kněžského semináře v Nise (v roce 1997 přestěhovaného do Opolí) za opolskou diecézi. Absolvoval teologická studia na Katolické univerzitě v Lublinu, kde získal titul magistra teologie, a 11. června 1988 byl v Opolí vysvěcen na kněze. V letech 1988 až 1992 působil jako farní vikář v bývalém městečku Sławięcice, nyní tvořícího předměstí Kandřína-Kozlí. V roce 1992 získal licenciát teologie a byl vyslán jako misionář do pražské arcidiecéze. Dále na teologické fakultě Opolské univerzity získal titul doktora v oboru dogmatická a ekumenická teologie.
V Čechách byl duchovním správcem nejprve v Mníšku pod Brdy (od 1. září 1992), odkud spravoval excurrendo i farnosti Líšnice a Trnová, a poté ve farnosti u kostela sv. Ludmily (od 1. září 1996). Poté jej kardinál Vlk jmenoval od 1. července 2000 rektorem Arcibiskupského semináře v Praze (spolu s ním byl jmenován spirituálem semináře Zdenek Wasserbauer). V listopadu 2004 se stal prelátem Jeho Svatosti a od 1. července 2011 je rovněž nesídelním kanovníkem Královské kolegiátní kapituly sv. Petra a Pavla na Vyšehradě.
Od července 2016 nastoupil jako farář do farnosti Vršovice.